# 홍동옥
홍동옥(1948년 10월 10일 ~ )는 전라남도 보성군에서 태어난 대한민국의 기업인이다.
대학 졸업 후 다우 케미컬 입사했고, 이후 한화L&C 전무, 한화그룹 경영지원실 실장, 한화그룹 투자운영3팀 부사장 등을 거쳐 2010년부터 석유화학 회사인 여천NCC 대표이사를 맡고 있다.

## 학력
- 경기고등학교
- 서울대학교 상과대학 무역학과